# Hitchita
Hitchita – miasto w Stanach Zjednoczonych, w stanie Oklahoma, w hrabstwie McIntosh.